# The Walking Dead (8.ª temporada)
A oitava temporada de The Walking Dead foi confirmada pela AMC em 16 de outubro de 2016, uma semana antes da estreia da sétima temporada. Scott M. Gimple continua como showrunner nesta temporada, juntamente com os produtores executivos Robert Kirkman, Gale Anne Hurd, David Alpert, Greg Nicotero e Tom Luse. A oitava temporada tem 16 episódios, seguindo o número padrão de episódios desde a terceira temporada. O elenco é composto pelos personagens que sobreviveram à temporada anterior, e por alguns que ainda serão confirmados. A oitava temporada estreou em 22 de outubro de 2017, com o primeiro episódio sendo o centésimo episódio da série.

## Elenco e personagens

### Principal

#### Estrelando
- Andrew Lincoln como Rick Grimes (1–16)
- Norman Reedus como Daryl Dixon (1–16)
- Lauren Cohan como Maggie Greene (1–16)
- Chandler Riggs como Carl Grimes (1–9,15)
- Danai Gurira como Michonne (1–16)
- Melissa McBride como Carol Peletier (1–16)
- Lennie James como Morgan Jones (1–16)
- Alanna Masterson como Tara Chambler (1–16)
- Josh McDermitt como Eugene Porter (1–16)
- Christian Serratos como Rosita Espinosa (1–16)
- Seth Gilliam como Gabriel Stokes (1–16)
- Ross Marquand como Aaron (1–16)
- Jeffrey Dean Morgan como Negan (1–16)

#### Também estrelando
- Austin Amelio como Dwight (1–16)
- Tom Payne como Paul "Jesus" Rovia (1–16)
- Xander Berkeley como Gregory (1–16)
- Khary Payton como Ezekiel (1–16)
- Steven Ogg como Simon (1–15)
- Katelyn Nacon como Enid (1–16)
- Pollyanna McIntosh como Jadis / Anne (6–16)

### Elenco de apoio

#### Zona Segura de Alexandria
- Jason Douglas como Tobin
- Jordan Woods-Robinson como Eric Raleigh
- Kenric Green como Scott
- Dahlia Legault como Francine
- Mandi Christine Kerr como Barbara
- Ted Huckabee como Bruce
- Marvin Lee como Kyle
- Curtis Jackson como Bob Miller

#### Hilltop
- James Chen como Kal
- Peter Luis Zimmerman como Eduardo
- Karen Ceesay como Bertie
- Jeremy Palko como Andy
- Brett Gentile como Freddie
- R. Keith Harris como Harlan Carson
- Anthony Lopez como Oscar
- Karl Funk como Neil

#### Os Salvadores
- Jayson Warner Smith como Gavin
- Traci Dinwiddie como Regina
- Elizabeth Ludlow como Arat
- Mike Seal como Gary
- Lindsley Register como Laura
- Juan Pareja como Morales
- Joshua Mikel como Jared
- Callan McAuliffe como Alden
- Lindsey Garrett como Mara
- Lee Norris como Todd
- Whitmer Thomas como Gunther
- Charles Halford como Yago
- Ciera L. Payton como Zia
- Adam Cronan como Leo
- Chloe Aktas como Tanya
- Elyse Dufour como Frankie
- Adam Fristoe como Dean
- Matt Mangum como D.J.
- Aaron Farb como Norris
- Courtney Patterson como Mel
- Gina Stewart como Gina
- Quandae Stewart como Quan
- Adam Lytle como Gomez
- Jake Kearney como Nelson
- Keith Hudson como Rudy
- Miya Golden como Huck
- Nathan Hicks como Keno
- Paul E. Short como Paulie
- Paul Andrew O'Connor como Duke
- Rick Shoemaker como Dino
- Trey Butler como Joey
- Lane Miller como Reilly

#### O Reino
- Cooper Andrews como Jerry
- Kerry Cahill como Dianne
- Daniel Newman como Daniel
- Carlos Navarro como Alvaro
- Macsen Lintz como Henry
- Jason Burkey como Kevin
- Nadine Marissa como Nabila

#### Oceanside
- Deborah May como Natania
- Sydney Park como Cyndie
- Briana Venskus como Beatrice
- Nicole Barré como Kathy
- Mimi Kirkland como Rachel

#### Os Catadores
- Sabrina Gennarino como Tamiel
- Thomas Francis Murphy como Brion

#### Outros
- Avi Nash como Siddiq
- Jayne Atkinson como Georgie
- Kim Ormiston como Hilda
- Misty Ormiston como Midge

## Produção
A emissora AMC confirmou a oitava temporada de The Walking Dead em 16 de outubro de 2016. Katelyn Nacon, Khary Payton, Steven Ogg e Pollyanna McIntosh, que, respectivamente, interpretaram Enid, Ezekiel, Simon e Jadis na sétima temporada, foram promovidos para o elenco principal na oitava temporada.
O primeiro episódio da temporada, que também é o centésimo episódio da série, foi dirigido pelo produtor executivo Greg Nicotero.
Em novembro de 2017, foi anunciado que Lennie James, que interpreta Morgan Jones, deixaria The Walking Dead após a conclusão desta temporada, e se juntaria ao elenco da série spin-off Fear the Walking Dead.

## Episódios
| N.º na série | N.º na temp. | Título                                                              | Dirigido por          | Escrito por | Exibição original       | Audiência (milhões) |
| --- | ------------ | ------------------------------------------------------------------- | --------------------- | --- | ----------------------- | ------------------- |
| 100 | 1            | "Mercy" "(Misericórdia)" (BR)                                       | Greg Nicotero         | Scott M. Gimple | 22 de outubro de 2017   | 11.44               |
| Rick, Maggie e Ezekiel reúnem suas comunidades para derrubar Negan. Gregory tenta fazer com que os moradores de Hilltop fiquem do lado de Negan, mas todos eles apoiam Maggie firmemente. O grupo ataca o Santuário, derrubando suas cercas e inundando o complexo com zumbis. Com o Santuário invadido, todos vão embora, exceto Gabriel, que relutantemente fica para salvar Gregory, mas é deixado para trás quando Gregory o abandona. Cercado por zumbis, Gabriel se esconde em um trailer, onde fica preso dentro com Negan. |              |                                                                     |                       | |                         |                     |
| 101 | 2            | "The Damned" "(Os Condenados)" (BR)                                 | Rosemary Rodriguez    | Matthew Negrete & Channing Powell                                                                                    | 29 de outubro de 2017   | 8.92                |
| As forças de Rick se dividem em grupos separados para atacar vários postos avançados dos Salvadores, durante os quais muitos membros do grupo são mortos; Eric é gravemente ferido e levado embora por Aaron. Jesus impede Tara e Morgan de executar um grupo de Salvadores rendidos. Enquanto limpa um posto avançado com Daryl, Rick é confrontado e mantido sob a mira de uma arma por Morales, um sobrevivente que ele conheceu no acampamento inicial de Atlanta, que agora está com os Salvadores. |              |                                                                     |                       | |                         |                     |
| 102 | 3            | "Monsters" "(Monstros)" (BR)                                        | Greg Nicotero         | Matthew Negrete & Channing Powell                                                                                    | 5 de novembro de 2017   | 8.52                |
| Daryl encontra Morales ameaçando Rick e o mata; a dupla então persegue um grupo de Salvadores que estão transportando armas para outro posto avançado. Gregory retorna a Hilltop e, após uma discussão acalorada, Maggie finalmente o permite de volta à comunidade. Eric morre devido aos ferimentos, deixando Aaron perturbado. Apesar das objeções de Tara e Morgan, Jesus lidera o grupo de Salvadores rendidos para Hilltop. O grupo de Ezekiel ataca outro complexo de Salvadores, durante o qual os combatentes do Reino são aniquilados enquanto protegem Ezekiel. |              |                                                                     |                       | |                         |                     |
| 103 | 4            | "Some Guy" "(Um Cara Qualquer)" (BR)                                | Dan Liu               | David Leslie Johnson                                                                                                 | 12 de novembro de 2017  | 8.69                |
| O grupo de Ezekiel é dominado pelos Salvadores, que matam todos eles, exceto o próprio Ezekiel e Jerry. Carol limpa o interior do complexo, matando todos, exceto dois Salvadores, que quase escapam, mas são eventualmente capturados por Rick e Daryl. A caminho do Reino, Ezekiel, Jerry e Carol são cercados por zumbis, mas Shiva se sacrifica para salvá-los. O trio retorna ao Reino, onde a confiança de Ezekiel em si mesmo como líder diminuiu. |              |                                                                     |                       | |                         |                     |
| 104 | 5            | "The Big Scary U" "(O Grande e Assustador Você)" (BR)               | Michael E. Satrazemis | História por : Scott M. Gimple & David Leslie Johnson & Angela Kang Roteiro por : David Leslie Johnson & Angela Kang | 19 de novembro de 2017  | 7.85                |
| Depois de confessarem seus pecados um ao outro, Gabriel e Negan conseguem escapar do trailer. Simon e os outros tenentes começam a suspeitar um do outro, sabendo que as forças de Rick devem ter informações privilegiadas. Os trabalhadores do Santuário ficam cada vez mais frustrados com suas condições de vida, e um motim quase acontece, até que Negan retorna e restaura a ordem. Gabriel é trancado em uma cela, onde Eugene o descobre doente e sofrendo. Enquanto isso, Rick e Daryl discutem sobre como eliminar os Salvadores. |              |                                                                     |                       | |                         |                     |
| 105 | 6            | "The King, the Widow, and Rick" "(O Rei, a Viúva e Rick)" (BR)      | John Polson           | Angela Kang & Corey Reed                                                                                             | 26 de novembro de 2017  | 8.28                |
| Rick visita Jadis na esperança de convencê-la a se voltar contra Negan; Jadis se recusa e tranca Rick em um contêiner de transporte. Carl encontra Siddiq na floresta e o recruta para Alexandria. Daryl e Tara planejam se desviar dos planos de Rick destruindo o Santuário. Ezekiel se isola no Reino, onde Carol tenta encorajá-lo a ser o líder de que seu povo precisa. Maggie coloca o grupo de Salvadores capturados em uma área de espera e força Gregory a se juntar a eles como punição por trair Hilltop. |              |                                                                     |                       | |                         |                     |
| 106 | 7            | "Time for After" "(Hora do Depois)" (BR)                            | Larry Teng            | Matthew Negrete & Corey Reed                                                                                         | 3 de dezembro de 2017   | 7.47                |
| Após descobrir a associação de Dwight com o grupo de Rick, Eugene afirma sua lealdade a Negan e traça um plano para se livrar dos zumbis que cercam o Santuário. Com a ajuda de Morgan e Tara, Daryl dirige um caminhão através das paredes do Santuário, inundando seu interior com zumbis, matando muitos Salvadores. Rick finalmente convence Jadis e os Catadores a se alinharem com ele, e eles planejam forçar os Salvadores a se renderem. No entanto, quando eles chegam ao Santuário, Rick fica horrorizado ao ver as paredes violadas e nenhum sinal da horda de zumbis. |              |                                                                     |                       | |                         |                     |
| 107 | 8            | "How It's Gotta Be" "(Como Tem Que Ser)" (BR)                       | Michael E. Satrazemis | David Leslie Johnson & Angela Kang                                                                                   | 10 de dezembro de 2017  | 7.89                |
| O plano de Eugene permite que os Salvadores escapem do Santuário e, separadamente, os Salvadores emboscam as forças de Alexandria, Hilltop e do Reino. Os Catadores abandonam Rick, após o que ele retorna para Alexandria. Aaron e Enid são emboscados por soldados de Oceanside, e Enid inadvertidamente mata Natania. Ezekiel garante que os moradores do Reino consigam escapar antes de se trancar na comunidade com os Salvadores. Eugene ajuda Gabriel e o Dr. Carson a escapar do Santuário para aliviar sua consciência. Negan ataca Alexandria, mas Carl elabora um plano para permitir que os moradores escapem pelos esgotos. Carl revela que foi mordido por um zumbi enquanto escoltava Siddiq para Alexandria.                                                                                                  |              |                                                                     |                       | |                         |                     |
| 108 | 9            | "Honor" "(Honra)" (BR)                                              | Greg Nicotero         | Matthew Negrete & Channing Powell                                                                                    | 25 de fevereiro de 2018 | 8.28                |
| Percebendo que seu tempo de vida é limitado, Carl escreve várias cartas para seus entes queridos. Depois que os Salvadores deixam Alexandria, os sobreviventes vão para Hilltop enquanto Rick e Michonne ficam para trás para dizer seu último adeus a um Carl moribundo, que implora a Rick para construir um futuro melhor ao lado dos Salvadores. Morgan e Carol lançam uma missão de resgate para Ezekiel e retomam com sucesso o Reino dos Salvadores invasores; seu tenente, Gavin, é morto pelo vingativo irmão mais novo de Benjamin, Henry. |              |                                                                     |                       | |                         |                     |
| 109 | 10           | "The Lost and the Plunderers" "(Os Perdidos e os Saqueadores)" (BR) | David Boyd            | Angela Kang & Channing Powell & Corey Reed                                                                           | 4 de março de 2018      | 6.82                |
| Aaron e Enid tentam convencer Oceanside a se juntar à luta contra os Salvadores, mas eles se recusam; Enid retorna a Hilltop enquanto Aaron opta por ficar em Oceanside até que ele possa convencê-los a se juntar. Ao saber que os Catadores estão do lado de Rick, Negan ordena que Simon mate apenas um dos homens de Jadis. Rick e Michonne viajam para o ferro-velho para tentar obter ajuda dos Catadores, mas eles chegam tarde demais; Simon ordenou que os Salvadores massacrassem o grupo inteiro; Jadis, que conseguiu escapar, atrai seus companheiros reanimados para um triturador de lixo para se proteger. |              |                                                                     |                       | |                         |                     |
| 110 | 11           | "Dead or Alive Or" "(Mortos ou Vivos)" (BR)                         | Michael E. Satrazemis | Eddie Guzelian | 11 de março de 2018     | 6.60                |
| Os Salvadores caçam os sobreviventes de Alexandria enquanto eles seguem para Hilltop; Dwight afirma sua lealdade ao grupo de Rick enquanto distrai os Salvadores e ajuda a liderar o grupo em segurança. Eugene lidera uma equipe de Salvadores na fabricação de munições em um novo posto avançado, enquanto Negan planeja contaminar as armas dos Salvadores com sangue de zumbi, a fim de fazer os outros "se transformarem" em vez de matá-los. O Dr. Carson tenta ajudar um Gabriel febril e quase cego a se salvar, mas os Salvadores eventualmente o alcançam, matando Carson e recapturando Gabriel. |              |                                                                     |                       | |                         |                     |
| 111 | 12           | "The Key" "(A Chave)" (BR)                                          | Greg Nicotero         | Corey Reed & Channing Powell                                                                                         | 18 de março de 2018     | 6.66                |
| Maggie, Enid, Michonne e Rosita encontram uma mulher aparentemente benevolente chamada Georgie, que lhes dá comida e documentos em troca de discos fonográficos; Georgie afirma que os documentos são "uma chave para o futuro". Negan lidera os Salvadores em direção à Hilltop para enviar um aviso por meio de suas armas contaminadas; Rick persegue os Salvadores e persegue Negan até um prédio. Negan eventualmente escapa, apenas para ser capturado sob a mira de uma arma por Jadis. Incapaz de encontrar Negan, Simon instrui os Salvadores a atacar Hilltop e "expurgar" a comunidade para sempre. |              |                                                                     |                       | |                         |                     |
| 112 | 13           | "Do Not Send Us Astray" "(Que Não Nos Desviemos)" (BR)              | Jeffrey F. January    | Angela Kang & Matthew Negrete                                                                                        | 25 de março de 2018     | 6.77                |
| Os Salvadores atacam Hilltop com suas armas contaminadas, levando a uma batalha na qual ambos os lados sofrem pesadas baixas. Tara é ferida por Dwight em um esforço para impedir que Simon a mate. Durante a noite, os feridos morrem de seus ferimentos contaminados e atacam os sobreviventes adormecidos após reanimarem. Henry tenta se vingar do assassinato de seu irmão, levando à fuga de Jared e outros prisioneiros e ao desaparecimento de Henry. Tendo visto a atitude insensível dos Salvadores por si mesmos, Alden e outros Salvadores escolhem permanecer em Hilltop em vez de retornar ao Santuário. |              |                                                                     |                       | |                         |                     |
| 113 | 14           | "Still Gotta Mean Something" "(Ainda Tem Que Significar Algo)" (BR) | Michael E. Satrazemis | Eddie Guzelian | 1 de abril de 2018      | 6.30                |
| Carol e Morgan procuram por Henry enquanto Rick caça os prisioneiros Salvadores fugitivos; Morgan abandona Carol e se junta a Rick. Os prisioneiros os ajudam a lutar contra uma horda de zumbis que os ataca, mas Rick e Morgan os massacram de qualquer maneira. Jadis tortura Negan até que ele a informa que não teve nada a ver com Simon massacrando seu povo; um helicóptero voa por perto, mas Jadis não consegue chamar sua atenção. Daryl e Rosita planejam impedir Eugene de fabricar munição para os Salvadores. Carol encontra Henry vivo na floresta e eles retornam para Hilltop. Após o retorno de Rick e Morgan, Michonne encoraja Rick a ler a carta de Carl para ele. |              |                                                                     |                       | |                         |                     |
| 114 | 15           | "Worth" "(Valer a Pena)" (BR)                                       | Michael Slovis        | David Leslie Johnson-McGoldrick & Corey Reed                                                                         | 8 de abril de 2018      | 6.67                |
| Negan retorna ao Santuário e recupera o controle dos Salvadores. Dwight secretamente prepara notas para Rick sobre os planos de Negan, e depois envia Gregory para entregar as notas. Daryl e Rosita capturam Eugene de seu posto avançado, mas ele consegue escapar e continua pressionando seus trabalhadores para fabricar munições. Dwight atrai Simon para uma reunião onde Negan o aborda por ir contra suas ordens com os Catadores, e o mata em uma briga. Negan então revela que Laura o informou sobre a lealdade de Dwight a Rick, e que seu planejamento foi um estratagema ao saber da deslealdade de Dwight. Negan é contatado por Michonne - que lê a carta de Carl para ele a pedido de fazer as pazes; Negan lamenta a morte de Carl, mas continua decidido a matar Rick e seus aliados de uma vez por todas. |              |                                                                     |                       | |                         |                     |
| 115 | 16           | "Wrath" "(Ira)" (BR)                                                | Greg Nicotero         | Scott M. Gimple & Angela Kang & Matthew Negrete                                                                      | 15 de abril de 2018     | 7.92                |
| O grupo de Rick segue os planos falsos dados a eles por Gregory, levando-os a uma armadilha. Enquanto os Salvadores atiram, suas armas saem pela culatra devido à sua munição ter sido sabotada por Eugene. Os Salvadores sobreviventes se rendem, enquanto Rick persegue Negan; os dois brigam e Rick consegue cortar o pescoço de Negan, mas imediatamente Siddiq cuida do ferimento, sabendo que Carl queria que Negan sobrevivesse. Enquanto isso, um ataque em Hilltop é interrompido com a ajuda de Aaron e dos soldados de Oceanside. Os sobreviventes se reagrupam e reconstroem suas comunidades, mas a decisão de Rick de poupar Negan irrita Maggie e ela promete agir contra Rick no futuro. |              |                                                                     |                       | |                         |                     |